# Grön kulhalsbock
Grön kulhalsbock (Acmaeops smaragdulus) är en skalbaggsart som först beskrevs av Fabricius 1793.  Grön kulhalsbock ingår i släktet Acmaeops och familjen långhorningar.
Artens utbredningsområde är Frankrike. Enligt den svenska rödlistan är arten nationellt utdöd i Sverige. . Arten har tidigare förekommit i Svealand, Nedre Norrland och Övre Norrland men är numera lokalt utdöd. Artens livsmiljö är skogslandskap. Inga underarter finns listade i Catalogue of Life.